# The Legend of Zelda: Ocarina of Time
The Legend of Zelda: Ocarina of Time (ゼルダの伝説 時のオカリナ, Zeruda no densetsu: Toki no okarina, litt. « La légende de Zelda : l’ocarina du temps ») est un jeu vidéo d'action-aventure développé par Nintendo EAD et édité par Nintendo sur Nintendo 64. Il est sorti le 21 novembre 1998 au Japon, le 23 novembre 1998 en Amérique du Nord, puis le 11 décembre 1998 en Europe et en Australie. Il est le cinquième épisode de la série The Legend of Zelda, cinq ans après The Legend of Zelda: Link's Awakening, et est le premier épisode en trois dimensions.
Ocarina of Time raconte l'histoire de Link, un jeune garçon vivant dans un village perdu dans la forêt, qui parcourt le royaume d'Hyrule pour empêcher Ganondorf d'obtenir la Triforce, une relique sacrée partagée en trois : le courage (Link), la sagesse (Zelda) et la force (Ganondorf). La Triforce, une fois rassemblée, donne à son détenteur des pouvoirs surhumains. Le principal antagoniste du jeu, Ganondorf, la désire pour pouvoir régner sur le monde. Par conséquent, Link devra voyager dans le temps grâce à son ocarina et retrouver les sept sages qui lui permettront d'enfermer Ganondorf dans un sceau dimensionnel.
Initialement prévu pour une sortie en 1997 sur le périphérique Nintendo 64DD, le jeu est finalement publié un an plus tard sur une cartouche de 256 mégabits (la plus grande jamais produite à l'époque), pour éviter les temps de latences dûs au chargement des données des disques magnétiques utilisés par ce périphérique. Il est développé parallèlement à Super Mario 64 dont il reprend des idées abandonnées, comme la possibilité de monter à cheval. Le concept de base d'Ocarina of Time est de réaliser un Zelda avec des « éléments de cape et d'épée de style chanbara », un genre cinématographique japonais de bataille de sabre. Pour réaliser les combats à l'épée en 3D en vue à la troisième personne, le système de visée Z, qui permet de verrouiller une cible et de centrer la caméra sur elle, est inventé. Ce système deviendra la norme pour les jeux d'action en 3D. Le développement mobilise 120 personnes, dont 50 constituent l'équipe principale de développement, et est supervisé par Shigeru Miyamoto, qui est d'abord simplement producteur avant de s'impliquer plus dans le développement quand le projet prend du retard.
Il connaît un succès critique et commercial phénoménal. Au niveau des ventes, il est le jeu le plus vendu en 1998 avec 2,5 millions de copies vendues en 39 jours seulement et est cité dans le Livre Guinness des records comme le jeu vidéo s'étant le plus vendu dans un court laps de temps (six millions d'exemplaires dans le monde en huit semaines, dont 80 000 le premier jour). Au total, 7,6 millions de copies du jeu trouvent preneur. Au niveau critique, il reçoit la note maximale dans de nombreux magazines, notamment des journaux de référence comme Famitsu ou Edge, et est souvent décrit comme le « meilleur jeu de tous les temps ».
Le jeu est édité fin 2002 pour la GameCube dans l'édition limitée de The Wind Waker, accompagné d'une variante dénommée The Legend of Zelda: Ocarina of Time Master Quest, dans laquelle les donjons ont été modifiés de façon à être plus difficiles. Fin 2003, le jeu ressort dans une compilation de jeux de la série Zelda intitulée The Legend of Zelda: Collector's Edition. Le jeu connaîtra également adaptation sur iQue Player. Depuis fin février 2007 Ocarina of Time a été rendu disponible sur la Console virtuelle de la console Wii. En 2015 le jeu est disponible sur la console virtuelle de la Wii U. Un remake sur Nintendo 3DS, intitulé The Legend of Zelda: Ocarina of Time 3D, est sorti en 2011. En octobre 2021, le jeu sort également sur Nintendo Switch à travers le service Nintendo Switch Online.

## Trame

### Univers
Le royaume d'Hyrule est le résultat de l'unification de plusieurs contrées où vivent différents peuples, avec lesquels Link peut interagir. Les Kokiris sont des enfants semblables à des Hyliens mais qui ne grandissent jamais. Ils reçoivent à leur naissance une fée chargée de veiller sur chacun d'eux et ne peuvent pas quitter la forêt. Les Gorons, êtres robustes dotés d'une force phénoménale et semblables à un rocher une fois repliés sur eux-mêmes, sont insensibles à la lave et se déplacent en roulant. Ils ont à leur tête Darunia. Les Zoras sont des êtres marins mi-hommes, mi-poissons avec à leur tête le roi Zora. Les Sheikahs sont un peuple quasiment éteint puisqu'on ne dénombre plus qu'un seul individu : Impa, la nourrice de Zelda. Enfin, les Gerudos ont la grande particularité de n'être composés que de femmes. Un seul homme Gerudo naît par siècle et le dernier en date n'est autre que Ganondorf. Il est selon leur loi devenu leur chef bien qu'elles ne le reconnaissent pas en tant que tel, en raison de la violence de ses méthodes. En son absence, c'est Nabooru qui est à leur tête.
Le monde dans lequel Link évolue est vaste et se découvre au fur et à mesure de la progression du scénario. Au centre de ce monde se trouve la plaine d'Hyrule, qui ouvre à plusieurs régions différentes : la forêt Kokiri, les bois Perdus, le ranch Lon-Lon, le bourg d'Hyrule menant au château du même nom, le village Cocorico, le mont du Péril abritant le village Goron, le domaine Zora, le lac Hylia, la vallée Gerudo et le désert hanté. Au cours de sa quête où il devra obtenir les pierres ancestrales et réveiller les sages, Link devra explorer différents donjons. Durant son enfance, Link se rend dans trois donjons, correspondant aux lieux abritant les trois pierres ancestrales : l'arbre Mojo, la caverne Dodongo et Jabu-Jabu. À l'âge adulte, Link explore les temples de la Forêt, du Feu, de l'Eau, de l'Ombre et de l'Esprit. Le temple du Temps est au carrefour de l'enfance et de l'âge adulte : il permet à Link de voyager dans le temps grâce à l'épée de légende.

### Personnages
Le personnage principal du jeu est Link, héros de la saga The Legend of Zelda et incarné par le joueur. Il est aidé dans sa quête par la princesse Zelda et le personnage Sheik dont elle prend l'apparence à l'âge adulte. L'antagoniste est une nouvelle fois Ganondorf, que Link doit combattre à la fin du jeu. Dans la recherche des pierres ancestrales et des médaillons, Link est aidé par différents habitants d'Hyrule parmi lesquels se cachent les sages qu'il doit réveiller : Saria, membre des Kokiris et sage de la Forêt ; Darunia, chef des Gorons et sage du Feu ; Nabooru, membre des Gerudos et sage de l'Esprit ; Impa, membre du peuple Sheikah, fondatrice du village Cocorico et sage de l'Ombre ; Rauru, sage de la Lumière ; et Ruto, membre des Zora, fille du roi Zora et sage de l'Eau.
Les compagnons récurrents de Link sont au nombre de deux. Le premier, Navi, petite fée envoyée par l'arbre Mojo, suivra Link pendant toute l'aventure et lui rappellera des choses importantes ou lui donnera des informations sur certaines choses, comme les points faibles des ennemis. Le second, Épona, jument élevée au ranch Lon Lon par Malon, suivra Link durant tout son périple, pour lui faire traverser la plaine d'Hyrule plus rapidement.

### Scénario
Ocarina of Time est l'épisode pilier de la saga. Lors de sa sortie, le jeu est considéré chronologiquement comme étant le premier titre de la série.
Link est un jeune garçon vivant dans la forêt Kokiri, village peuplé uniquement d'enfants. Un jour l'arbre Mojo, l'esprit protecteur de la forêt et père des Kokiris, le convoque par l'intermédiaire d'une fée nommée Navi. Il explique à Link qu'il doit lever une malédiction qui le ronge de l'intérieur ; Link y pénètre et vainc une araignée géante, Gohma. L'arbre Mojo explique alors à l'enfant qu'un vil cavalier du désert, Ganondorf, désire s'emparer de la Triforce, seul vestige de la fondation d'Hyrule composé de trois triangles d'or qui lui permettraient de voir ses vœux exaucés et ainsi de semer le chaos. Il lui faudrait néanmoins pour ce faire ouvrir le Saint Royaume au moyen de trois pierres ancestrales,. Il lui confie alors une de ces pierres, l'émeraude Kokiri, et lui demande de rencontrer la princesse Zelda pour l'aider dans sa quête, avant de mourir frappé par la malédiction jetée par Ganondorf.
Au château, la princesse Zelda demande à Link de récupérer les deux autres pierres ancestrales. C'est ainsi qu'il parvient à obtenir le rubis Goron que lui donne Darunia, chef du peuple Goron, puis le saphir Zora des mains de Ruto, la princesse des Zoras. Link revient au château d'où s'enfuient à cheval la princesse et sa nourrice, Impa, poursuivies par Ganondorf. Zelda parvient à lancer à Link l'ocarina du Temps, seul moyen d'ouvrir le Saint Royaume. Link se rend alors au temple du Temps, dans la citadelle d'Hyrule, où il parvient à débloquer l'accès vers l'épée de Légende en jouant le chant du Temps avec l'ocarina et en entreposant les trois pierres sur les socles dédiés. Quand il prend l'épée, il se retrouve face à Ganondorf, qui le remercie d'avoir ouvert pour lui le Saint Royaume et ainsi d'avoir assuré sa victoire.
Link se réveille sept ans plus tard dans la fontaine des sages, accueilli par Rauru. Ce dernier lui apprend être un des sept sages qui jadis ont bâti le Temple du Temps pour garder la Triforce. En ouvrant les Portes du Temps, Link a malgré lui ouvert la voie à Ganondorf qui en a profité pour voler la Triforce dans le Temple de la Lumière. Il règne sur Hyrule depuis sept ans et a transformé cette terre en chaos. Rauru lui explique ensuite que les sept sages pourraient emprisonner Ganondorf dans le sceau dimensionnel à jamais, mais que cinq d'entre eux, inconscients d'être des sages, se trouvent sur les terres d'Hyrule dévastées par le règne de Ganondorf.
Link revient dans le Temple du Temps et rencontre Sheik, un mystérieux personnage qui lui apprend être descendant du peuple Sheikah. Il le guidera tout au long de sa quête des sages, en lui apprenant des chants pour l'ocarina afin de se téléporter au temple correspondant : le Menuet des Bois pour le Temple de la Forêt, la Sérénade de l'Eau pour le Temple de l'Eau, le Boléro du Feu pour le Temple du Feu, le Nocturne de l'Ombre pour le Temple de l'Ombre, le Réquiem des Esprits pour le Temple de l'Esprit et le Prélude de la Lumière pour le Temple du Temps. Chaque sage est responsable d'un des cinq temples d'Hyrule : le Temple de la Forêt (Bois Perdus), le Temple du Feu (Mont du Péril), le Temple de l'Eau ( Lac Hylia), le Temple de l'Ombre (Cimetière du Village Cocorico) et le Temple de l'Esprit (Colosse du désert). Chaque temple abrite un boss qui, une fois vaincu, permet de réveiller le sage du temple concerné (Saria pour le Temple de la Forêt, Ruto pour le Temple de l'Eau, Darunia pour le Temple du Feu, Naboruu pour le Temple de l'Esprit et Impa pour le Temple de l'Ombre). Après avoir éveillé le sixième sage, Link rencontre une dernière fois Sheik, qui lui révèle que la Triforce s'est brisée en trois morceaux au moment où Ganondorf s'en est emparé : la Force, la Sagesse et le Courage. Ne possédant plus que la Force, le Seigneur du Mal ne peut régner totalement sur le monde. Il est donc à la recherche des deux autres parties que seuls possèdent les élus du Destin. Link apprend être détenteur de la Triforce du Courage tandis que la Triforce de la Sagesse est détenue par le septième et dernier sage, qui a pour rôle de guider les six sages éveillés. Sheik révèle alors à Link la véritable identité du dernier sage : la princesse Zelda, déguisée pour se cacher de Ganondorf. C'est elle qui possède la Triforce de la Sagesse et qui est le septième sage. Elle confie à Link les flèches de lumière qui permettront de vaincre Ganondorf quand, soudain, ce dernier la fait prisonnière et lui dérobe la Triforce de la Sagesse.
Link accède à ce qui était le château d'Hyrule, aujourd'hui château de Ganondorf, au moyen d'une passerelle créée par les six sages, pour délivrer la princesse et anéantir Ganondorf. À l'intérieur, il détruit les barrières protectrices protégeant l'entrée de la Tour puis accède à celle-ci. Ganondorf l'y attend et, après un intense combat, Link le vainc et retrouve la princesse. La tour s'effondre alors sur elle-même. S'engage une course contre la montre à l'issue de laquelle Ganon, la transformation maléfique de Ganondorf, surgit des ruines. Un nouveau combat commence et, après une lutte acharnée, Link parvient à affaiblir la bête et à lui porter le coup de grâce. Zelda appelle alors les six sages qui, en conjuguant leurs pouvoirs, ouvrent le Sceau dimensionnel et envoient Ganon dans le vide infernal. Détenant toujours la Triforce de la Force, il jure de se venger des descendants de ses ennemis. Débarrassé du Mal, le Royaume d'Hyrule du futur retrouve alors la paix. La Princesse Zelda renvoie Link dans son enfance au moyen de l'Ocarina du Temps et Navi quitte Link car sa quête de héros est accomplie. Link revient auprès de Zelda dans les jardins d'Hyrule et ils se regardent l'un l'autre. À partir de cet instant, la suite des évènements survenant après le jeu se divise en trois "lignes de temps", ou timelines, en fonction des actions de Link : 
- Dans une 1re timeline Link revit sa vie et deviens adulte : ces évènements mènent au jeu A Link to the Past.
- Dans une 2e timeline, Link finit par retrouver Navi : ces évènements mènent aux jeux Majora's Mask et Twilight Princess.
- Dans la dernière timeline, Link vit sa vie, sauf que cette fois-ci la Triforce du courage est scellée dans l'épée de légende et il meurt : ces évènements mènent au jeu The Wind Waker.

## Système de jeu

### Gameplay
Tout comme ses prédécesseurs, Ocarina of Time est un jeu d'action-aventure. Pour la première fois dans la série, le jeu a été entièrement réalisé en trois dimensions avec vue de derrière. À l'origine, Shigeru Miyamoto voulait que la vue soit entièrement subjective, mais cela n'aurait pas permis de différencier convenablement le Link enfant et le Link adulte. Toutefois, il est possible de passer en vue subjective pour explorer les environs immédiats de Link, mais le joueur reste alors immobile.
Le joueur dispose d'une grande liberté pour explorer le monde d'Hyrule et ses différentes régions. Il peut discuter avec les personnages qu'il rencontre, lui permettant ainsi de récolter des indices pour progresser, tant dans la quête principale que dans les quêtes annexes. Principalement armé d'une épée et d'un bouclier, Link peut utiliser d'autres armes tels que le lance-pierres, l'arc, les bombes, le grappin, etc. Le système d'utilisation des objets est simple : malgré le nombre important d'objets que le joueur obtient durant le jeu, ceux-ci sont utilisés avec seulement quatre boutons de la manette. À partir du menu pause du jeu, il est possible d'assigner un objet à un bouton, puis d'assigner un autre objet à un autre moment. L'objet central du jeu est l'ocarina, grâce auquel Link peut jouer différentes mélodies qu'il apprend tout au long du jeu. Jouer une mélodie est tantôt nécessaire pour progresser dans le jeu, comme ouvrir la porte du Temps avec le chant du Temps, tantôt facultatif mais utile, comme jouer la berceuse de Zelda à certains endroits pour faire apparaître une fée.
La santé de Link est matérialisée par des cœurs qui se vident en tout ou partie en fonction des dommages reçus. Tout au long du jeu, Link peut remplir de nouveau ses cœurs, soit en ramassant des objets en forme de cœur trouvés dans des plantes ou des jarres, soit en ramassant ceux laissés par les ennemis vaincus mais également grâce à des potions qu'il peut acheter s'il a trouvé des flacons vides. Il peut également créer de nouveaux cœurs en récoltant soit un cœur entier quand il tue un boss, soit des quarts de cœur disséminés un peu partout dans le jeu qui, une fois réunis, créent un cœur entier. Si Link perd toute sa santé, il meurt et le joueur reprend à la dernière sauvegarde.
La manipulation des armes est assistée de la visée Z. Durant un combat, le joueur peut verrouiller sa cible en appuyant sur le bouton Z de la manette, lui permettant ainsi de voir son ennemi et d'orienter ses tirs directement vers lui. Cela facilite les combats à l'épée mais également les lancers de flèches à l'arc.
Le jeu est compatible avec le Rumble Pak qui permet de trouver certains secrets au moyen de la Pierre de Souffrance.

### Quête principale et quêtes annexes
La quête principale est formée par l'intrigue du jeu, au cours de laquelle Link doit d'abord réunir les pierres ancestrales puis éveiller les sages, afin de combattre Ganondorf et de sauver Hyrule.
Parallèlement à cette quête, il est proposé au joueur de mener différentes quêtes annexes qui, tout en restant facultatives, lui permettent de l'aider à terminer plus facilement le jeu. Par exemple, recueillir les quarts de cœur cachés dans le jeu créeront de nouveaux cœurs qui accroîtront son système de santé. La recherche des Skulltulas d'or, au nombre de 100, lui permet de récolter des objets qui faciliteront sa progression dans le jeu. L'interaction avec les autres personnages invite le joueur à s'interroger sur les énigmes qu'il pourra résoudre tout au long du jeu, et à aider ceux qui le demandent. C'est ainsi qu'il pourra obtenir le masque de Vérité, permettant de parler avec les pierres à potins, mais aussi l'épée de Biggoron, arme puissante confiée à l'issue d'une longue quête annexe. Par ailleurs, venir à bout du Gymnase Gerudo, à côté duquel il est possible de passer pour terminer le jeu, permet d'obtenir les flèches de glace pour venir plus facilement à bout de certains ennemis mais ce n'est qu'à partir de Majora's Mask qu'elles sont vraiment indispensables pour avancer dans la partie.
De nombreux mini-jeux comme le stand de tir, la chasse aux trésors ou encore la pêche permettent d'obtenir diverses améliorations et objets.

### Traitement du temps
La gestion du temps dans Zelda: Ocarina of Time est un élément majeur du jeu et se manifeste de deux manières différentes.
D'une part, l'alternance du jour et de la nuit oblige le joueur à accomplir certaines actions ou à dialoguer avec certains personnages uniquement à certains moments de la journée. Par exemple, on peut discuter avec les habitants du bourg ou du village Cocorico en journée, alors qu'ils sont enfermés chez eux la nuit. Par ailleurs, certaines Skultullas d'or et certains ennemis ne sont visibles que la nuit. Grâce au Chant du Soleil, le joueur peut aller du jour à la nuit et inversement sauf dans les donjons et le Bourg d'Hyrule en ruine où le chant sert à paralyser les Effrois.
D'autre part, l'action du jeu se déroulant tant pendant l'enfance que pendant l'âge adulte de Link, certaines actions qu'il accomplit jeune ont une influence une fois adulte. Par exemple, il ne pourra chevaucher la jument Épona que s'il lui joue le chant d'Épona enfant. De plus, planter un haricot magique enfant permettra de l'utiliser adulte et ainsi d'accéder à des endroits autrement inaccessibles. Notons aussi que Link enfant ne peut pas se servir de l'équipement de Link adulte et ce dernier ne peut pas se servir non plus de certains équipements de Link enfant, ce qui oblige le joueur à alterner entre les deux stades de vie de Link pour avancer dans le jeu.
Hormis Link, le vieillissement agit uniquement sur les enfants pour qu'ils deviennent adultes dans le futur mais pas sur la plupart des personnages qui sont déjà adultes dans le présent sauf sur Igor le fossoyeur qui est décédé durant les sept années de sommeil de Link et le gérant du stand de pêche du Lac Hylia qui a perdu des cheveux à la même époque. Seule une race est épargnée du vieillissement, les Kokiris car ils gardent leur apparence d'enfant toute leur vie et ils ne changent pas d'un pouce entre la période du présent et celle du futur où il ne reconnaissent pas Link devenu adulte en croyant qu'il était l'un des leurs avant qu'il ne disparaisse de leur vie pendant sept ans. 
Hyrule Historia montre que malgré les changements dans le passé à la fin du jeu où Link enfant prévient Zelda de ce qui va arriver, le futur où Link adulte a affronté Ganondorf, qui a continué d'exister pour mener au scénario de The Wind Waker, tandis que le futur instauré par Link enfant donne naissance au scénario de Twilight Princess.

### Ocarina

Un ocarina, objet central du jeu. Les actions qu'il permet d'accomplir varient en fonction de la mélodie.

L'ocarina est l'outil de base de ce jeu. Il permet de jouer des mélodies avec les touches de la manette afin de faire diverses actions.
Les mélodies sont :
- Berceuse de Zelda : permet de réveiller les Grandes Fées dissimulées dans Hyrule et de débloquer plusieurs passages.
- Chant du Soleil : permet de switcher entre le jour et la nuit et d'immobiliser temporairement les Effrois.
- Chant de Saria : permet de communiquer avec Saria.
- Chant d'Épona : permet de sympathiser avec Épona en étant enfant et de l'appeler une fois débloquée en étant adulte.
- Chant des Tempêtes : permet de déclencher la pluie ou le soleil (suivant la météo) et d'accéder au puits du village Cocorico. Il débloque aussi certains petits passages.
- Chant du Temps : permet de déverrouiller le Saint Royaume et de faire apparaitre des blocs du temps quand cela est nécessaire.
- Menuet des Bois : permet de se téléporter au Bois Perdus.
- Sérénade de l'Eau : permet de se téléporter au Lac Hylia.
- Boléro du Feu : permet de se téléporter au Cratère du Péril.
- Requiem des Esprits : permet de se téléporter au Colosse du Désert.
- Nocturne de l'Ombre : permet de se téléporter au Cimetière.

Il existe aussi le "Chant de l'Épouvantail", qui n'est pas noté dans la liste des mélodies mais qui existe bien[réf. nécessaire]. Une fois composée enfant auprès de l'épouvantail du Lac Hylia, il permet de faire apparaître un épouvantail en étant à l'âge adulte, auquel le joueur peut s'accrocher avec le grappin[réf. nécessaire].

## Développement

### Équipe de développement

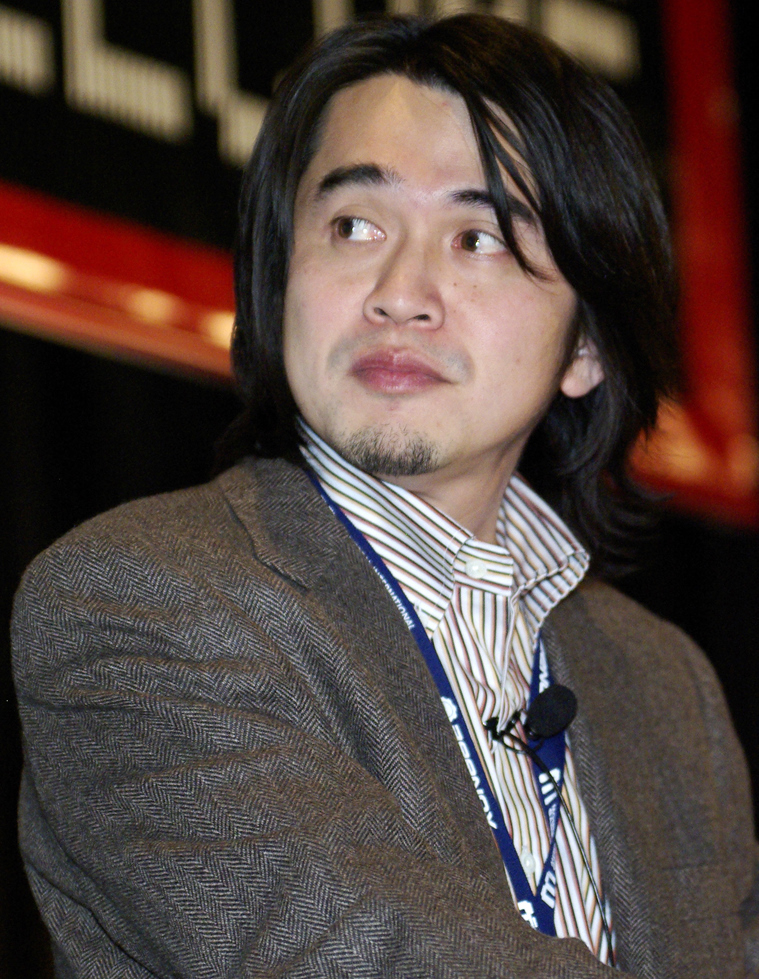
Yoshiaki Koizumi, directeur du système 3D, apporte de nombreuses idées au jeu.

Ocarina of Time est développé par une équipe de Nintendo Entertainment Analysis and Development (EAD) supervisée par Shigeru Miyamoto d'abord simplement comme producteur avant de diriger le développement lorsque celui-ci progresse plus lentement que prévu. Fait inédit pour EAD, le développement du jeu est délégué à 5 directeurs. Toru Osawa est le responsable du scénario et du script mais, étant le plus âgé, il prend en quelque sorte le rôle de directeur général. Yoichi Yamada est directeur du système de jeu, tout comme Eiji Aonuma, le dernier à avoir rejoint le projet, qui a conçu 6 donjons, la plupart des ennemis, les combats ainsi que quelques story-boards. Yoshiaki Koizumi est directeur du système de 3D et s'est occupé de la création de Link, d'Épona, des environnements 3D, des objets et de la caméra. Toshio Iwawaki, de l'entreprise SRD est directeur de programme et s'est occupé de la programmation de la caméra. Les limites du travail de chacun étant assez floues, il est impossible de définir avec précision l'étendue de leurs tâches. La musique est composée à nouveau par Koji Kondo, déjà compositeur pour The Legend of Zelda, A Link to the Past ou la série Super Mario. Daiki Iwamoto, dont c'est la première contribution à la franchise Zelda, est chargé de la réalisation des cinématiques.
Bien que le projet ait commencé avec une équipe de trois personnes composée d'Osawa, de Jin Ikeda (qui s'est occupé de la conception des personnages) et de Koizumi pour remplacer Takao Shimizu, qui a quitté l'équipe pour travailler sur Lylat Wars, le développement du jeu mobilise finalement presque la totalité des employés de l'EAD et plus de 120 personnes sont impliquées dans le développement, y compris les cascadeurs utilisés pour reproduire les mouvements de Link et les combats à l'épée. L'équipe principale de développement est constituée de 40 à 50 personnes, sans compter les employés de SRD.

### Contexte

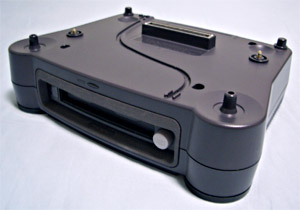
La 64DD, périphérique sur lequel Ocarina of Time devait sortir.

Au début de son développement, le jeu est nommé Zelda 64 à l'instar de nombreux autres projets sur la nouvelle console 64 bits de Nintendo.
À l'origine, Super Mario 64 est prévu comme un titre de sortie de la Nintendo 64 (en 1996), tandis que Zelda 64 est prévu pour Noël 1997 sur le 64DD, un périphérique externe de la console lisant des disques magnétiques,. Avec cette technologie, Miyamoto songe, par exemple, à la possibilité d'enregistrer toutes les traces de pas de Link, mais l'utilisation de la 64DD est finalement abandonnée pour des raisons techniques et la date du sortie du jeu est repoussée d'un an,. Contrairement aux cartouches, un temps de latence est nécessaire pour lire sur les disques magnétiques l'ensemble des données de l'animation de Link, car celles-ci dépassent la capacité de la mémoire vive de la console. Le personnage ne pouvait alors plus se déplacer, à moins de réduire le nombre de schémas d'animation, qui dépasse les 500. Miyamoto pense également à utiliser l'Expansion Pak, un accessoire créé à l'origine pour le 64DD qui augmente la mémoire vive de la console, mais il n'était pas prêt à temps. Il sera néanmoins indispensable pour jouer à la suite d'Ocarina of Time, Majora's Mask, sortie deux ans plus tard.

### Premiers concepts

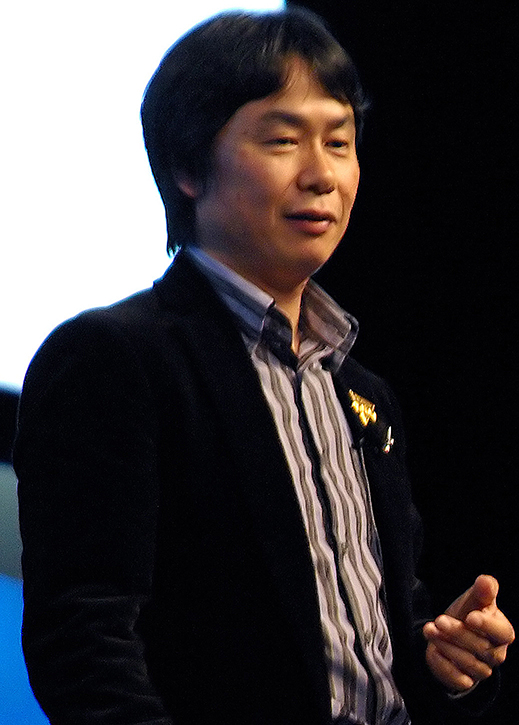
Shigeru Miyamoto, créateur de la série, est au départ simplement producteur et superviseur général d'Ocarina of Time.

L'idée de base de Zelda 64 est la réalisation d'un Zelda avec des « éléments de cape et d'épée de style chanbara », un genre cinématographique japonais de bataille de sabre. Ainsi, Koizumi et Miyamoto développent, dès la première moitié des années 1990, une version polygonale de Zelda II: The Adventure of Link pour la Super Famicom. Cette version, basée sur le chanbara, représente Link en fil de fer mais ne verra jamais le jour. Cependant, elle servira d'inspiration pour Ocarina of Time. Takao Shimuzu, lui aussi fan de Zelda II, réalise ensuite en 1995 une première vidéo de démonstration de combat à l'épée basée sur le chanbara. Cette vidéo est diffusée lors de la présentation de la Nintendo 64 au salon Shoshinkai de novembre 1995. Il quitte l'équipe de développement pour s'occuper de Lylat Wars, mais charge Osawa de continuer dans cette direction.
Tout comme le premier Super Mario Bros. et The Legend of Zelda, Super Mario 64 et Ocarina of Time sont développés en parallèle comme deux « jeux d'action en 3D dans un monde ouvert », la principale différence entre les deux jeux étant le saut automatique de Zelda, qui viendra cependant plus tard dans le développement. Koizumi et Iwawaki rejoignent par exemple l'équipe de développement de Zelda après avoir travaillé ensemble sur Super Mario 64 et, comme Miyamoto, Koizumi en réutilise des idées. Il envisage alors Ocarina of Time avec moins d'éléments d'action que Super Mario 64 mais plus de réflexion, et reprend des idées abandonnées, comme les combats avec de nombreux ennemis ou la possibilité de monter sur un cheval.
À cause des limitations techniques de la console, Miyamoto songe à limiter l'action du jeu au château de Ganondorf, avec un accès à différents mondes en entrant dans des tableaux comme dans Super Mario 64. Le temple de la forêt dans lequel on affronte un Ganondorf spectral qui sort de tableaux accrochés au mur provient de cette idée,. Pour économiser du temps de développement, Miyamoto suggère également de faire Ocarina of Time en vue à la première personne pour les déplacements et que la caméra change lorsqu'un ennemi apparaît, les combats se déroulant alors en vue de côté. Bien que Koizumi sache qu'il est très difficile d'animer un personnage se déplaçant dans un environnement vaste, il ne tente jamais de créer une seule scène à la première personne, étant trop fier de son modèle de Link, qu'il souhaite voir apparaître autant que possible. Miyamoto, trouvant que la vue subjective est la seule qui donne « la sensation de se trouver physiquement dans un monde 3D », préfère malgré tout la vue à la troisième personne quand l'idée de Link enfant lui apparaît Pour Osawa, la vue à la première personne n'est pas intéressante visuellement, et l'idée est abandonnée.

### Gestion de la caméra

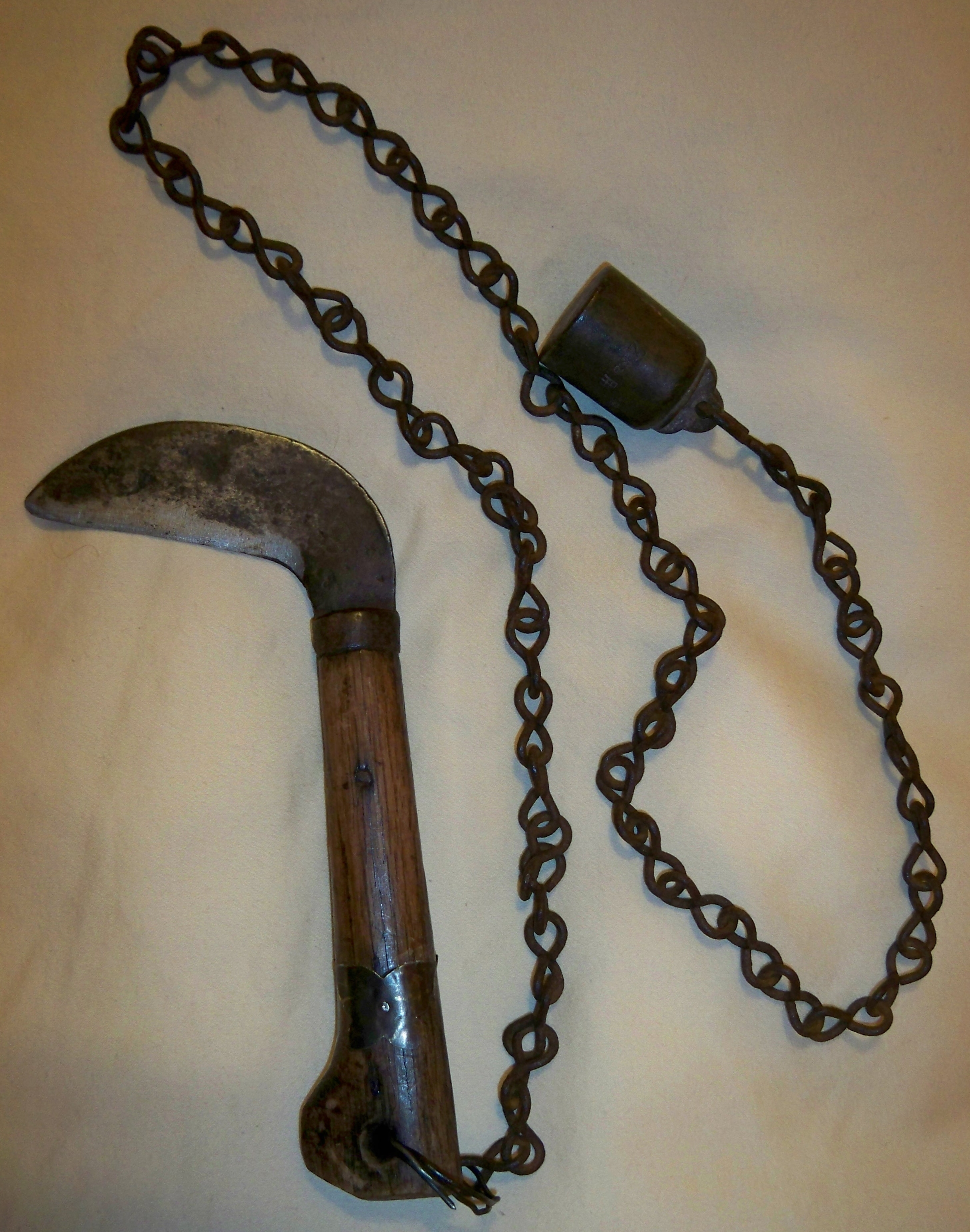
Un kusarigama, l'arme qui inspire à Osawa le principe de visée Z.

Cependant, la gestion des caméras et des combats est beaucoup plus compliquée en vue à la troisième personne. Dans Super Mario 64, il faut par exemple tourner autour d'un panneau avant de pouvoir le lire, car les axes des différents objets ne correspondent pas. Pour résoudre ce problème, ils développent la visée Z, qui permet de verrouiller une cible et de centrer la caméra sur elle. L'idée provient d'une visite au Toei Kyoto Studio Park, un parc à thème des studios de cinéma Toei, où Osawa, Koizumi et Ikeda assistent à un spectacle de ninjas. Osawa est inspiré par un ninja qui attaque un samurai à l'aide d'un kusarigama (une faucille accrochée à une chaîne). Celui-ci attrape l'arme, et le ninja se met à se déplacer autour de lui, la chaîne tendue, pour l'attaquer par derrière. Koizumi trouve, lui, l'inspiration dans les méchants qui attaquent le héros du spectacle l'un après l'autre, au lieu de l'affronter tous en même temps. Ainsi, il implémente le fait que, quand le joueur cible un ennemi, seul celui-ci l'attaque, les autres attendant leur tour comme dans un film,. Enfin, pour que le joueur puisse savoir quel ennemi il cible, Koizumi a besoin d'un marqueur et il décide d'utiliser une fée, représentée par une simple boule de lumière avec des ailes, à cause des limitations de la console. Il nomme ce concept « système de navigation féerique », qu'Osawa renomme Navi. Possédant un nom, elle devient avec le temps un véritable personnage de l'histoire, qui sert de guide au joueur.
Si, au début du développement, le même moteur de jeu que celui de Super Mario 64 est utilisé, il est tellement modifié au cours du développement que Miyamoto considère les deux moteurs comme étant complètement différents. Un des changements principaux est la gestion de la caméra, contrôlée par le joueur dans Super Mario 64, car Mario y est le centre d'attention, alors que dans Ocarina of Time, le monde environnant est le point principal du jeu et non Link. La caméra est donc gérée par la console, de manière à donner l'impression aux joueurs qu'ils dirigent Link facilement, même lorsqu'il effectue des actions compliquées.

### Ajouts tardifs

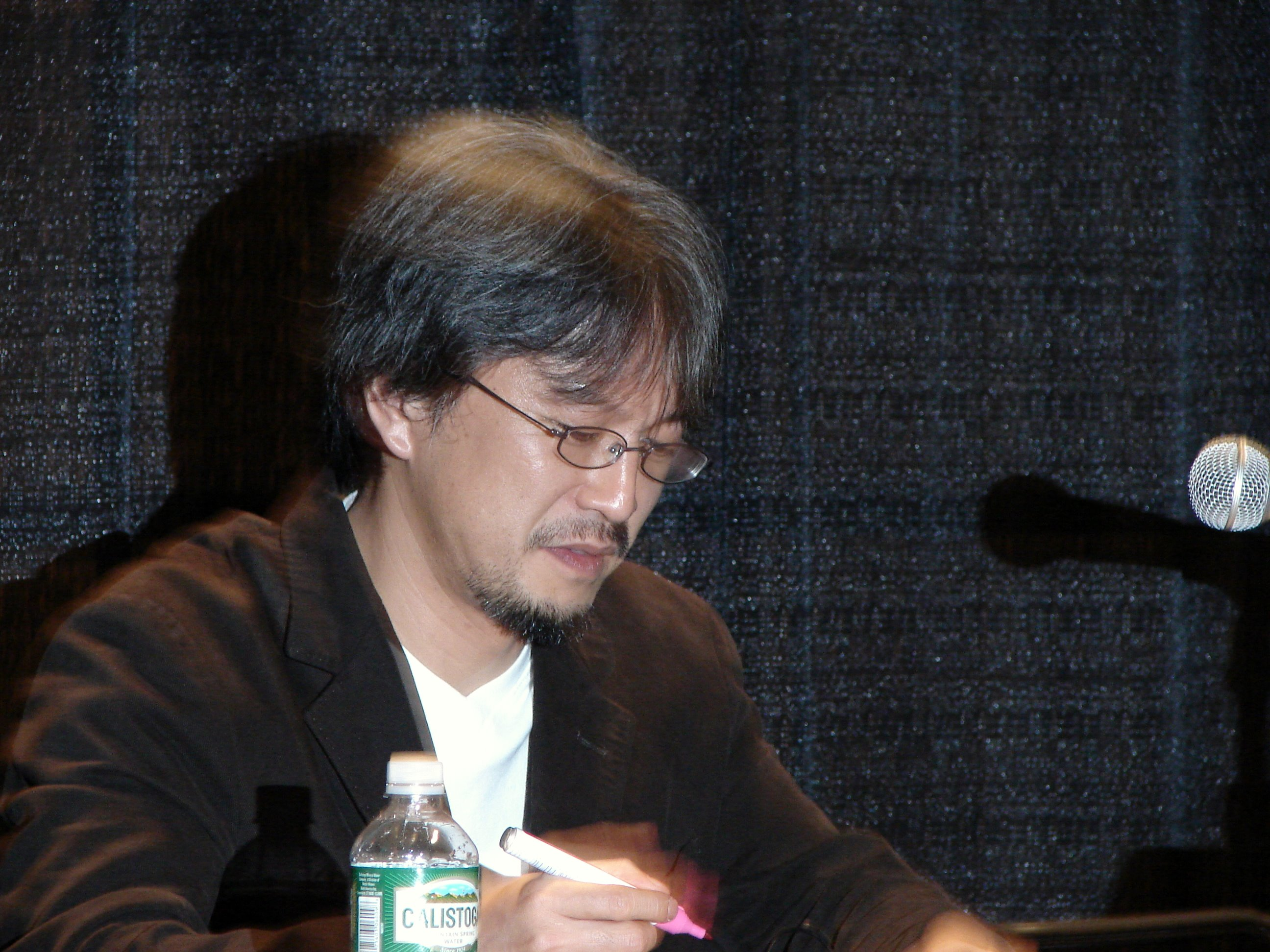
Eiji Aonuma est le dernier directeur à rejoindre l'équipe, quand le projet prend du retard.

De nombreux changements ont lieu au cours du développement, notamment sur les objets présents dans le jeu et leur moment d'apparition. En 1997, environ un an et demi avant la sortie du jeu, Miyamoto et quelques autres membres de l'équipe déclarent avoir envie de voir un « mignon petit Link », alors que seul Link adulte apparaissait jusqu'alors. Le principe de représenter les différences du monde entre les yeux d'un enfant et les yeux d'un adulte plaisait à Miyamoto, pour qui cela permettait de raconter l'histoire d'un garçon qui grandit,. Cela entraîne d'énormes changements dans le développement, que ce soit pour le script, le système de jeu (à cause de la possibilité de voyager dans le temps), ou l'animation de Link, qui doit être refaite pour sa version enfant. Comme Koizumi découvre une manière de réutiliser les animations de Link adulte pour la version enfant, l'idée est définitivement adoptée,.
Miyamoto essaye d'introduire des éléments comiques au jeu, qu'il estime être l'esprit de la série The Legend of Zelda. Ainsi, la possibilité de couper l'herbe dans A Link to the Past avait été ajoutée pour s'amuser, et a donné au jeu la réputation d'être « ce jeu vidéo dans lequel on coupait de l’herbe avec l’attaque circulaire ». Simplement faire la même chose en 3D n'était, pour Miyamoto, pas très impressionnant, il décide d'ajouter la possibilité de couper les panneaux dans toutes les directions. Au départ, les morceaux de panneau coulent au fond de l'eau, mais un développeur de SRD choisit de les faire flotter. Miyamoto éclate de rire en voyant le résultat, et décide de placer le plus de panneaux possible proche de sources d'eau. Pour les mêmes raisons, il décide d'ajouter, pour pouvoir s'amuser à voler avec les poules, plus de reliefs dans les villages en s'inspirant de villages montagneux chinois, ou de faire s'envoler les pierres à potins lorsqu'une bombe explose à côté d'elles.

### Traduction française
La traduction française du jeu a été réalisée par Julien Bardakoff, déjà traducteur de Banjo-Kazooie et de Super Mario 64, et un de ses amis avec qui il écrivait un scénario pour un jeu, Jean-Baptiste Fleury, qui n'a pourtant jamais joué à un épisode de The Legend of Zelda. En raison de l'importance du jeu pour Nintendo, la traduction est effectuée directement à la maison mère à Kyoto, alors qu'habituellement le texte anglais est simplement envoyé par Nintendo Europe aux autres pays. Bardakoff et Fleury y restent un mois, dont environ deux semaines pour la traduction, qui représente environ 350 pages de texte. Le script est traduit depuis l'anglais de manière assez libre, les traducteurs trouvant que la version anglaise oubliait certains détails importants et perdait beaucoup de l'humour du script original. Nintendo refuse d'abord catégoriquement de changer les noms japonais des personnages, puis accepte finalement de modifier certains noms sur le conseil de Fleury qui leur explique le sens du mot Deku (nom japonais de l'arbre Mojo) prononcé à la française.

## Bande-son
La musique a été composée par Koji Kondo, déjà auteur des musiques des précédents Zelda et de nombreuses musiques de jeux Nintendo (Super Mario, Donkey Kong, etc.). Celle-ci joue un rôle intégral dans le jeu. Pour le thème d'ouverture, emblématique, les deux accords septièmes majeurs sont semblables à ceux de l'ouverture de Gymnopédie n°1 d'Erik Satie, ramenant une approche impressionniste que l'on retrouve dans d'autres pistes de la bande originale (certains airs évoquant Ravel par exemple), puis plus tard dans d'autres opus de Zelda. Pour la plaine d'Hyrule, espace central du jeu, Koji Kondo a composé une vingtaine de fragments de huit mesures s'enchaînant dans un ordre aléatoire. Cette technique évite la monotonie d'un thème joué en boucle et permet des transitions fluides entre plusieurs ambiances. De nombreux personnages ont leurs propres thèmes musicaux, mais également certains lieux d'Hyrule, qui sont parfois des variations de la mélodie à l'ocarina qui y emmène. Les trous dans l'ocarina du jeu correspondent à la position des boutons de la manette de la Nintendo 64, et le joueur doit apprendre de nombreuses musiques pour réussir sa quête. Toutes ces mélodies sont jouées en utilisant les cinq notes disponibles sur l'ocarina, bien qu'il soit possible de changer le ton avec le stick analogique. Pour Kondo, la création de thèmes distincts avec si peu de notes fut un grand défi, mais affirme que le résultat final est très naturel. La popularité des thèmes à l'ocarina est telle que les ventes d'ocarina ont explosé après la sortie du jeu.
Il existe quatre albums de musiques d'Ocarina of Time :
- The Legend of Zelda: Ocarina of Time Re-Arranged Album : sortie en décembre 1999, c'est un album d'arrangements officiels pour Ocarina of Time, par l'artiste MOKA.
- The Legend of Zelda: Ocarina of Time Hyrule Symphony : sortie en janvier 1999, il comporte des orchestrations d’Ocarina of Time et d'autres jeux Zelda.
- Ocarina of Time Soundtrack US : sorti en 1998 aux États-Unis.
- Ocarina of Time Vol. II: The Lost Tracks : sorti 1999 en Europe, cet album comprend trois titres bonus rémixés.

Depuis octobre 2024, la bande-son d'Ocarina of Time est disponible sur le service de streaming Nintendo Music. L'album, composé de 82 morceaux, est la compilation la plus complète de la bande-son du jeu.

## Commercialisation
Ocarina of Time a d'abord été montré comme une démo technique au salon de Nintendo Space World en 1995. Elle montre un combat en 3D entre Link et un soldat en armure métallique. L'apparence de Link dans cette image est plus cubique que dans la version finale d’Ocarina of Time. Lors de l'édition suivante de 1996, une nouvelle vidéo de présentation montre un Link adulte plus travaillé, combattant notamment un squelette et ouvrant ce qui pourrait ressembler à un coffre dans lequel il trouve la Triforce. Les journalistes comparent alors les graphismes de ce futur jeu à Super Mario 64. Ce n'est qu'à l'édition de 1997 du Nintendo Space World qu'il est possible de tester une version jouable graphiquement très proche de la version finale[réf. nécessaire].
Le jeu a bénéficié à sa sortie d'une campagne de publicité à la télévision. Dans l'un des spots destinés à la télévision américaine, on pouvait lire « Willst Thou Get The Girl, Whilst Thou Play Like One? » (« Allez-vous sauver la fille ? Ou allez-vous jouer comme l'une d'entre elles ? »), ensuite remplacé par « Willst Thou Soar? » (« Allez vous monter en flèche ? ») en raison d'accusations de sexisme.
Les clients qui ont précommandé le jeu ont reçu un coffret en édition limitée avec une carte en plastique dorée apposée lecture « Collector's Edition ». Cette édition contient une cartouche de couleur dorée, une tradition pour la série des Zelda qui a commencé avec le jeu original sorti sur NES. La demande était si grande qu'Electronics Boutique a arrêté les préventes sur le titre le 3 novembre 1998. IGN a rapporté que certains employés de détail n'étaient pas certains que Nintendo soit en mesure de remplir la demande initiale.

## Accueil

### Critiques générales
The Legend of Zelda: Ocarina of Time reçoit des critiques dithyrambiques à sa sortie, recevant la note maximale dans Famitsu (premier jeu à l'obtenir), Edge, Electronic Gaming Monthly, IGN, GameSpot ou encore Consoles +.
Les sites GameRankings et Metacritic, spécialisés dans le regroupement des notes de différents médias du jeu vidéo, le placent chacun premier dans leur classement général de tous les jeux vidéo parus, avec respectivement 98 sur 100 et 99 sur 100 de moyenne.

### Critiques des graphismes
La qualité graphique est fortement saluée par la critique. La revue Consoles + qualifie les graphismes de « fins, colorés et détonants », indiquant que chaque mouvement paraît réel et que les visages des personnages sont « très soignés.» La revue Nintendo Magazine évoque quant à elle des graphismes « beaux, riches et variés », passant du genre le plus dépouillé au genre le plus fin. Le site Internet Jeuxvideo.com va dans le même sens, parlant de graphismes « incroyablement fouillés et détaillés. » Toutefois, le site IGN regrette que certaines textures soient plus floues que dans le jeu Banjo-Kazooie, sorti un an auparavant, en prenant pour exemple la place du marché dans le Bourg d'Hyrule. L'auteur du test reconnaît toutefois la présence de graphismes « incroyables » et de « belles variations jour/nuit. » La revue Joypad est également un peu déçue par la qualité graphique, estimant que « le jeu n'est pas aussi beau que prévu ».

### Critiques dugameplay
Le système de jeu fait l'objet de nombreux éloges. C'est tout d'abord l'interface qui, face à la multitude d'actions et d'utilisation d'objets possibles, se devait d'être exhaustive tout en restant simple d'utilisation. La revue Nintendo Magazine qualifie cette interface d'« impeccable », applaudissant tant la qualité des informations données à l'écran que l'existence des sous-menus dans lesquels on peut naviguer. L'importante panoplie des actions est appréciée par le site Jeuxvideo.com, lequel site affirme par ailleurs que « chaque manipulation est aisée. » C'est aussi l'avis de la revue Consoles +, bien que celle-ci note « de tout petits problèmes de caméra. » Le système de blocage de la visée pendant les combats est perçue comme un atout, surtout dans un environnement en 3D. Il est qualifié d'ingénieux par IGN, tandis que Consoles + considère qu'il s'agit là d'une « touche magique ».

### Critiques de la bande-son
Concernant les musiques, le site anglophone IGN approuve les « merveilleuses mélodies » qu'offre le jeu, notant au passage que les airs de certains donjons rappellent l'œuvre du compositeur Philip Glass. Toutefois, l'auteur du test regrette que le thème principal de la plaine d'Hyrule des précédents Zelda ne soit pas repris dans cet opus. Nintendo Magazine affirme au lecteur qu'il « fredonnera bientôt les mélodies » tandis que Consoles + prévient que les vieux thèmes remixés « arracheront des larmes » au joueur.
Côté effets sonores, les avis sont plutôt partagés. Le site anglophone IGN ne cache certes pas son admiration face à la multitude de sons et de bruits ambiant, par exemple le fonctionnement du moulin à vent ou le ruissellement de l'eau, mais le site francophone Jeuxvideo.com regrette de son côté l'absence totale de voix, due selon lui au support puisque la capacité de la cartouche ne permettrait pas de les stocker.

### Récompenses et distinctions
Le jeu a reçu le grand prix du Japan Media Arts Festival dans sa catégorie. Il a également été distingué à six reprises lors de la deuxième édition de l'Academy of Interactive Arts and Sciences, et est arrivé en deuxième position des 100 meilleurs jeux de tous les temps dans la revue Official Nintendo Magazine, juste derrière Super Mario Bros.. Edge le classe en première position des « 100 jeux auxquels les gens devraient jouer de nos jours » dans son numéro 200. Il a été élu « meilleur jeu vidéo de l'histoire » par les visiteurs du site GameFAQs lors de leur sondage en 2009.

### Ventes
Avec 7 600 000 cartouches vendues dans le monde, Ocarina of Time est le 4e jeu le plus vendu de la N64 dans le monde, derrière Super Mario 64, Mario Kart 64 et GoldenEye 007,. Il est le jeu le plus vendu en 1998 avec 2,5 millions de copies vendues en 39 jours seulement, dont 824 952 unités au Japon, ce qui en fait le 10e jeu le plus vendu de 1998. il est cité dans le Livre Guinness des records comme le jeu vidéo s'étant le plus vendu dans un court laps de temps (six millions d'exemplaires dans le monde en huit semaines, dont 80 000 le premier jour). Ocarina of Time reste le jeu de la série Zelda le plus vendu au Japon jusqu'en septembre 2018 avec 1 257 205 de copies écoulées (remake non-compris), lorsque The Legend of Zelda: Breath of the Wild le dépasse.

## Postérité

### Héritage
Ocarina of Time est le premier jeu à introduire le principe de « visée Z » (qui permet grâce à la gâchette Z de « verrouiller » un ennemi pour lui tourner autour sans avoir à s'embarrasser des problèmes de caméra), aujourd'hui répandu dans la plupart des jeux d'action sur consoles,,.
C'est le premier jeu à introduire le bouclier Hylien, le bouclier le plus connu de la série Zelda.
Le Link enfant de ce jeu apparait dans les séries Super Smash Bros. et Hyrule Warriors.
L’antagoniste quadrupède, prénommé Ganon, se trouvait être le Boss final de tous les autres jeux commercialisés jusque là. Ocarina of Time se trouve sur la ligne temporelle antérieure à ces jeux, et le présente comme ayant été un bipède appelé Ganondorf. La transformation que Ganondorf utilise pour devenir le Boss final réapparait dans Super Smash Bros. Ultimate.
Ce jeu est le responsable de la division de la chronologie de la série Zelda en trois lignes temporelle distinctes d'après ce qui est décrit dans le livre Hyrule Historia.
Le sort du Link de ce jeu est révélé dans Twilight Princess. Link a grandi sans voyager dans le temps et a fondé une famille mais il meurt dans des circonstances inconnues. Il a pour regret de ne pas avoir transmis son art du combat à l'épée à ses descendants. Sous la forme d'un esprit représentant un squelette vêtu d'une armure de guerrier, Link transmet son savoir au Link de Twilight Princess qui est son descendant à cette époque. Le manga de Twilight Princess d'Akira Himekawa, confirme bien que l'esprit squelettique soit le Héros du Temps, autrement dit le Link d'Ocarina of Time, qui veillait sur le monde du Crépuscule. L'apparence squelettique du macchabée et sa présence dans les Bois perdus laissent fortement penser à ce qu'il soit mort dans les bois eux-mêmes, peut-être à l'époque de Majora's Mask.
Le jeu est ajouté au panthéon du World Video Game Hall of Fame lors de l'édition 2022. Pour son curateur, « le monde 3D tentaculaire du jeu, les combats fluides, les puzzles complexes et l'histoire qui joue avec le temps se sont combinés pour émerveiller les joueurs qui ne l’ont jamais oublié ».
Alors que les jeux vidéo du milieu des années 1990 débutent avec la 3D, Ocarina of Time marque un « bond en avant ». Pour William Audureau pour Le Monde, il est l'inventeur du jeu vidéo moderne, aux côtés de Half-Life, Tomb Raider et Metal Gear Solid.

### Autres versions
Plusieurs changements ont été apportés au jeu initial après son lancement en 1998. La version 1.0 correspond aux cartouches dorées (uniquement disponibles en précommandes) et quelques rares cartouches grises « standard ». La version 1.1, sortie au début de l'année 1999, corrige certaines failles de programmation. La version 1.2 parut par la suite, avec le logo « Player's Choice - Million Seller » aux États-Unis. On peut également noter que toutes les versions publiées en Europe s'apparentent à la version 1.2.
La spécificité majeure de la version 1.0 réside dans un bug permettant non seulement de finir le jeu sans l'Épée de Légende, mais aussi d'utiliser n'importe quel objet tout en chevauchant Epona. La version 1.1 corrige ce bug (quoiqu'une seconde méthode afin de le déclencher existe dans les deux versions, y compris sur GameCube). Le sang change également de couleur entre les deux versions : dans la 1.0, le sang est rouge ; dans la 1.1, on peut trouver du sang vert ou du sang rouge. La version 1.2 ne comporte que du sang vert.
Également, il existe dans les premières versions de nombreuses références au Moyen-Orient qui furent par la suite censurées lors du portage en Europe. De ce fait, un symbole rappelant très fortement le drapeau de la Turquie est présent sur les blocs et interrupteurs dispersés un peu partout dans le jeu, ainsi que sur le bouclier miroir de Link et la cape de Ganondorf. Ce symbole représentant un croissant de lune avec une étoile est désigné comme étant le blason du peuple Gerudo. Dans le jeu, à la différence du drapeau original, le symbole est inversé et l'étoile possède quatre branches au lieu de cinq. Toutes les cartouches N64 possèdent ce blason, il fut modifié pour Ura Zelda, Master Quest et sur la console virtuelle ainsi que la version Nintendo 3DS. Ainsi, le nouveau blason Gerudo est maintenant le plus commun dans les futurs jeux Zelda.
Le dernier point concerne la musique du Temple du Feu. Le thème d'origine des versions extra-européennes présentait des chants enregistrés évoquant l'appel à la prière du muezzin. L'ambiance dégagée par la présence de cet « appel à la prière » offrait au temple une image plus sombre et plus profonde. Pour les versions suivantes, le chant fut remplacé par des chœurs de synthèses reprenant la mélodie de base et quelques notes du Temple de l'Ombre modifiées y ont été rajoutées.

#### The Legend of Zelda: Ocarina of Time GC Ura
The Legend of Zelda: Ocarina of Time est à l'origine conçu pour sortir sur le Nintendo 64DD, ce qui aurait permis au jeu de disposer de 64 Mio d'espace,. Cependant, le 64DD n'étant pas disponible sur le marché aussi tôt qu'escompté, le jeu sort finalement sur une cartouche standard de 32 Mio (256 Mégabits). La version finale permet cependant d'ajouter du contenu supplémentaire via le 64DD.
The Legend of Zelda: Ocarina of Time GC Ura (ゼルダの伝説時のオカリナＧＣ裏, Zeruda no densetsu: Toki no ocarina GC ura, litt. « La légende de Zelda : L’autre ocarina du temps GC »), également appelé Ura Zelda (traduction approximative : « Un autre Zelda ») est annoncé comme un disque d'extension 64DD à utiliser en complément de la cartouche N64, les deux supports étant censés fonctionner en même temps. Une fois la disquette d’Ura Zelda insérée dans le 64DD, le programme se comporte comme un patch du jeu sur la cartouche. L'écran-titre du jeu change légèrement, incluant un symbole Triforce accompagné de la mention « Ura Zelda » indiquant que le patch est chargé. La taille du patch devait être suffisamment importante pour ne pas pouvoir sortir sur support cartouche standard.
Cependant, probablement à cause de l'échec du 64DD, Ura Zelda est annulé, alors qu'il est sur le point d'être achevé. Si Master Quest est présenté comme la réédition d’Ura Zelda sur Nintendo GameCube, celui-ci ne ressemble pas à la description qui est faite d’Ura Zelda à l'époque de son développement, ce dernier étant censé apporter de nouveaux objets, des donjons supplémentaires, de nouvelles attaques et sorts, et par-là même allonger la durée de vie du jeu.

#### The Legend of Zelda: Ocarina of Time Master Quest

Logo de Master Quest.

Cette variante d'Ocarina of Time est disponible avec la réédition du jeu original dans une édition limitée, vendue dans une boîte dorée, de The Wind Waker sortie le 28 novembre 2002 au Japon, le 17 février 2003 en Amérique du Nord et le 3 mai 2003 en Europe, ainsi que dans The Legend of Zelda: Ocarina of Time 3D sur 3DS,,.
Master Quest tourne en tant que ROM Nintendo 64, à l'instar de la version originale d’Ocarina of Time présente sur le même disque, sur un émulateur propriétaire développé par Nintendo Software Technology. Il utilise exactement le même moteur graphique et les mêmes cartes que le jeu original. Le jeu fonctionne sur les télévisions PAL à 60 Hz, mais pas sur celles à 50 Hz
Au même titre que la version originale d'Ocarina of Time, Ocarina of Time Master Quest est tout d'abord destinée à sortir sur 64DD sous le nom de Toki no Ocarina Ura mais l'échec commercial de ce périphérique de la Nintendo 64 entraine l'annulation du projet. Le jeu est alors inclus en 2003 dans une version collector du jeu The Wind Waker sous la forme d'un disque bonus comprenant Ocarina of Time et Ocarina of Time Master Quest. Il ne s'agit cependant pas exactement du même jeu que celui destiné au 64DD, puisqu'il comporte des donjons supplémentaires et d'autres bonus comme la possibilité de faire ses propres masques et de les faire porter à Link.
Le scénario est le même que dans le jeu original, les différences se font uniquement en termes de conception de niveau. Les grosses différences se situent au niveau des donjons, qui gardent la même architecture, mais dont les énigmes présentes dans chaque salle ont été fortement remaniées et corsées. Ainsi, le parcours du joueur est différent (ce qui entraine l'obtention des objets clé dans un ordre différent). En outre, les ennemis normaux (en dehors des mini-boss, et des boss) se voient eux aussi changer de place au sein de ces donjons, et on peut voir apparaitre certains monstres qui n'étaient pas dans les donjons originaux (par exemple des Puddings et même des vaches dans le ventre de Jabu-Jabu).
Un autre changement se situe au niveau des symboles islamiques présents dans le jeu original. À la place du croissant de lune originellement présent sur le bouclier miroir, on peut désormais voir le symbole du Temple de l'Esprit. En outre, la musique du Temple du Feu a été modifiée, celle d'origine contenait des chants islamiques. Toutefois, cette dernière modification avait déjà été effectuée lors de la localisation de Ocarina of Time en zone européenne. Ainsi, cette différence musicale n'a pas lieu pour les possesseurs du jeu original édité sur le vieux continent.
Master Quest reçoit un bon accueil de la part de la presse spécialisée,,.

#### Version Nintendo Switch
Le jeu est également porté sur Nintendo Switch le 26 octobre 2021, à travers le tarif premium de l'abonnement Nintendo Switch Online,. Cette version est critiquée par les joueurs à sa sortie, ceux-ci se plaignant du manque de détails dans les textures du jeu,, de certains graphismes jugés peu fidèles à la version originale d'Ocarina of Time,, et de problèmes de performance,.

### Remake
The Legend of Zelda: Ocarina of Time 3D est annoncé par Nintendo lors de l'E3 2010 sur Nintendo 3DS. Il est développé et édité par Nintendo, et codéveloppé avec Grezzo.

Logo de Ocarina of Time 3D.

Le 6 mars 2011, Nintendo révèle que la version d’Ocarina of Time 3D contient en bonus le jeu The Legend of Zelda: Ocarina of Time Master Quest, version modifiée de Ocarina of Time avec des donjons à la difficulté revue à la hausse, sortie avec l'édition collector de The Legend of Zelda: The Wind Waker. Le jeu, annoncé pour l'été 2011, n'est pas disponible au lancement européen de la console le 25 mars 2011. En avril 2011, Nintendo annonce une sortie du jeu pour le 19 juin 2011 aux États-Unis et le 17 juin 2011 en Europe.
Le gameplay du remake est très similaire à celui de sa version originale, quoique des modifications aient été faites au jeu. L'action principale se déroule sur l'écran du haut, qui permet d'afficher le jeu en 3D. L'une des nouveautés est l'utilisation de l'écran tactile pour la sélection d'objets, d'armes et de tunique. Le jeu utilise le système gyroscopique de la console afin que le joueur puisse observer autour de lui ou viser avec une arme en inclinant la Nintendo 3DS. La version 3DS contient la version modifiée de The Legend of Zelda: Ocarina of Time Master Quest avec des donjons plus difficiles et un monde inversé en plus du jeu original, et contient également un tout nouveau mode « Boss Challenge » qui permet au joueur de battre tous les boss du jeu l'un après l'autre.
Ocarina of Time 3D se distingue de la version originale du jeu sur Nintendo 64 sur plusieurs points :
- Ajout de l'effet 3D relief ;
- Texturisation et modification de certains décors du jeu ;
- Mise en relief de certains décors qui étaient auparavant en deux dimensions ;
- Possibilité de viser avec certaines armes en tournant la console (bien que cela soit toujours possible grâce au stick) ;
- Utilisation de l'écran tactile pour changer d'équipement facilement ;
- Possibilité d'utiliser les bottes comme des objets et non comme des équipements ;
- Boss Challenge ;
- Correction de certains bugs ;
- Le temple de l'eau, donjon le plus difficile de la version originale, a été simplifié avec un chemin tracé sur le mur qui indique les 3 lieux où l'on peut faire changer le niveau de l'eau. Une animation indiquant une salle difficile à trouver dans la version originale a également été ajoutée ;
- Apparition des pierres Sheikah, qui permettent d'obtenir des indices sur la prochaine étape de l'aventure et sur les énigmes dans les donjons (seulement dans la version originale).

The Legend of Zelda: Ocarina of Time 3D a reçu des critiques élogieuses unanimes, avec une moyenne de 94 % sur les sites Metacritic, et GameRankings. En juin 2011, le jeu s'est vendu à 1 080 000 exemplaires à raison de 270 000 pour le Japon et 810 000 dans le reste du monde. Au 31 mars 2014, Nintendo mentionne avoir écoulé à 3,35 millions exemplaires du jeu dans le monde, ce qui en fait le septième jeu 3DS le plus vendu à cette date. Au 30 septembre 2016, le jeu s'est écoulé, selon Nintendo, à 4,52 millions d'unités.

### Produits dérivés
Un manga, réalisé par Akira Himekawa, a été édité par Nintendo en 1999 au Japon, peu de temps après le jeu. Il est basé sur l'histoire du jeu vidéo. Le manga se divise en 2 volumes : un consacré en partie à Link enfant, et un autre consacré à Link adulte. Il est disponible en France, depuis le 14 octobre 2009, et a été édité par Soleil Manga.
Le scénario du manga : le jeune héros Link voyage à travers le monde d'Hyrule antique à la recherche des pierres spirituelles et rencontre des compagnons plus ou moins amicaux à travers son périple ; parmi eux, Zelda, la princesse d'Hyrule. L'intrigue de cette quête du courage menée par Link est de « saborder le plan du maléfique seigneur Ganondorf », qui est de gouverner Hyrule.
Ocarina of Time a donné lieu à de nombreux mangas, notamment des dōjinshi, dont certains adaptés par de célèbres mangaka sous forme de yonkoma.